# Mehcad Brooks
Pour les articles homonymes, voir Brooks.
Mehcad Brooks, né le 25 octobre 1980 à Austin (Texas, États-Unis) est un acteur et un ancien mannequin américain.

## Biographie
Né à Austin, Mehcad Jason McKinley Brooks a étudié à Anderson High School dans la même ville et a commencé à poser à l'âge de 15 ans. Il est parti ensuite étudier à l'université du Sud de la Californie, à l'école de cinéma.
De 2005 à 2006, il joua le rôle de Matthew Applewhite dans la série Desperate Housewives et a fait de nombreuses apparitions dans le film Les Chemins du triomphe. De 2015 à 2019, il interprète James Olsen dans la série Supergirl.
Il mesure 1,91 m.

## Filmographie

### Cinéma
- 2002 : Radimi: Who Stole the Dream
- 2003 : A Token for Your Thoughts
- 2006 : Les Chemins du triomphe (Glory Road) de James Gartner : Harry Flournoy
- 2006 : Easy Winners
- 2007 : Dans la vallée d'Elah (In the Valley of Elah) de Paul Haggis : Ennis Long
- 2010 : Love and Game : Angelo Bembrey
- 2011 : Creature de Fred M. Andrews : Niles
- 2014 : About Last Night : Derek
- 2018 : Pas si folle (Nobody's Fool) de Tyler Perry : Charlie
- 2020 : Rupture fatale (A Fall from Grace) de Tyler Perry : Shannon DeLong / Maurice Mills
- 2021 : Mortal Kombat de Simon McQuoid : Jax
- 2025 : Mortal Kombat 2 de Simon McQuoid : Jax

### Télévision
- 2002 : Do Over
- 2003 : Boston Public
- 2003 : One on One
- 2004 : Cold Case : Affaires classées : Herman Lester
- 2004 : Tiger Cruise (en)
- 2005 : Desperate Housewives : Matthew Applewhite
- 2006 : Ghost Whisperer : Justin Cotter (saison 2, épisode 10)
- 2009 : True Blood[2] : Benedict « Eggs » Talley
- 2009 : Dollhouse
- 2009 : My Generation
- 2010 : The Deep End (en) : Malcolm Bennet
- 2011 : La Diva du divan : Terrence « TK » King
- 2011 : New York, unité spéciale : Prince Miller (saison 13, épisode 2)
- 2012 : Alcatraz
- 2015-2019 : Supergirl : Jimmy Olsen/The Guardian
- 2022-2025 : New York, police judiciaire : détective Jalen Shaw (saisons 22 à 24)
- 2022 : New York, unité spéciale : détective Jalen Shaw (saison 24, épisode 1)

### Récompenses et nominations
| Année | Récompense                 | Catégorie                                       | Série télévisée      | Résultat |
| ----- | -------------------------- | ----------------------------------------------- | -------------------- | -------- |
| 2006  | Image Awards               | Outstanding Supporting Actor in a Comedy Series | Desperate Housewives | Nommé    |
| 2006  | Screen Actors Guild Awards | Outstanding Ensemble in a Comedy Series         | Desperate Housewives | Lauréat  |
| 2007  | Screen Actors Guild Awards | Outstanding Ensemble in a Comedy Series         | Desperate Housewives | Nommé    |
| 2010  | Screen Actors Guild Awards | Outstanding Ensemble in a Drama Series          | True Blood           | Nommé    |